# مايك برناردو
مايك برناردو (بالإنجليزية: Mike Bernardo)‏ (28 يوليو 1967 بكيب تاون في جنوب أفريقيا - 14 فبراير 2012 في جنوب أفريقيا) هو لاعب كاراتيه وملاكم كيك بوكسينغ وملاكم جنوب أفريقي، صنّف ضمن فئة وزن ثقيل.

## روابط خارجية
- مايك برناردو على موقع IMDb (الإنجليزية)
- مايك برناردو على موقع بوكس ريك (الإنجليزية) (registration required)
- مايك برناردو على موقع شيردوغ (الإنجليزية)